# Žutokljuni plijenor
Žutokljuni plijenor (Morski gnjurac žutokljuni; lat. Gavia adamsii) je najveći član reda plijenora. Dug je 76-97 centimetara, a težak je 4-6.5 kilograma. Raspon krila iznosi mu 135-160 centimetara. Obično je veći od dosta sličnog velikog plijenora. 
Gnijezdi se na Arktiku u Rusiji, Aljaskoj i Kanadi, a prezimljava na moru, uglavnom oko obala Norveške ili zapadne Kanade. Ponekad slučajno odluta malo južnije od normalnog raspona u SAD, pa čak i daleko na jug, do Arizone. 
Gnijezdeći odrasli imaju crnu glavu, bijele donje dijelove i kockasti crno-bijeli plašt. Izvan sezone parenja, perje je sivlje, s bijelom bradom i prednjim dijelom vrata. Glavna razlika između njega i velikog plijenora je boja kljuna.  Kljun je oblika slamke i žute je boje, zbog čega je dobio naziv žutokljuni plijenor. Znanstveni naziv Gavia adamsii, pak dobiva po mornaričkog kirurgu Edwardu Adamsu.

## Vanjske poveznice
|  | Zajednički poslužitelj ima stranicu o temi Gavia adamsii    |
|  | Zajednički poslužitelj ima još gradiva o temi Gavia adamsii |
|  | Wikivrste imaju podatke o taksonu Gavia adamsii             |